# Partidul Comuniștilor (Nepeceriști)
Partidul Comuniștilor este un partid politic român înregistrat în Registrul Partidelor Politice al Tribunalului București în anul 2016 secundar deciziei Curții Europene a Drepturilor Omului.
Președintele onorific al partidului este Profesorul Gheorghe I. Ungureanu din Curtea de Argeș, județul Argeș, iar secretarul partidului, dl. Constantin M. Gălbeoru.

## Istoric
Partidul a fost fondat în martie 1996 inițial sub numele de Partidul Comuniștilor Nepeceriști deoarece fundamentul de baza al constituirii acestui partid a fost diferențierea clară de acțiunile Partidul Comunist Român întrucât membrul fondator și promotorul acestui partid politic (Profesorul Gheorghe Ungureanu din Curtea de Argeș) a fost deținut politic de fostul regim comunist din cauza opiniilor sale exprimate public contrar Partidului Comunist Român de până în 1989. Pe data de 19 aprilie 1996, judecătoria de sector a respins cererea profesorului Ungureanu de a înregistra partidul, susținând că intenția partidului de a înființa un „stat uman” bazat pe doctrina comunistă implica ideea că ordinea constituțională română de după 1989, în cuvintele Curții Europene a Drepturilor Omului, „era inumană și nu era bazată pe democrație adevărată”.
Decizia judecătoriei a fost validată pe 28 august 1996 de Curtea de Apel București, dar profesorul Gheorghe Ungureanu a contestat decizia la Curtea Europeană a Drepturilor Omului invocând încălcarea drepturilor sale prevăzute în Articolul 11 al Convenției Europene a Drepturilor Omului. Acest litigiu între statul Român și Profesorul Gheorghe Ungureanu este cunoscut publicului larg drept " Soluționarea Cererii numărul 46626/99/secția 3 -Partidul Comuniștilor Nepeceriști si Ungureanu v. Romania" http://hotararicedo.ro/index.php/article_access/view_article/176 , cerere soluționată în mod favorabil de către Curtea Europeană a Drepturilor Omului (CEDO) secția 3 intentat de ce iar partidul a fost înregistrat pe 31 iulie 2006. Totuși, în 2008 a fost dizolvat de către autorități, deși în Registrul Partidelor Politice era în continuare prezent, deoarece partidul a contestat verdictul și a câștigat procesul.
Partidul Comuniștilor (Nepeceriști) a fost radiat în 2014.
Partidul a fost reînscris în Registrul partidelor politice la data de 10 februarie 2016 ca Partidul Comuniștilor, iar în prezent desfășoară activitate politică la nivelul filialelor și organizațiilor dispuse la nivelul teritorial administrativ al României.